# 35274 Kenziarino
35274 Kenziarino este un asteroid din centura principală de asteroizi.

## Descriere
35274 Kenziarino este un asteroid din centura principală de asteroizi. A fost descoperit pe 7 septembrie 1996 la Nanyo de Tomimaru Okuni. Asteroidul prezintă o orbită caracterizată de o semiaxă mare de 2,30 ua, o excentricitate de 0,13 și o înclinație de 5,3° în raport cu ecliptica.